# Ilja Pawlowitsch Petruschewski
Ilja Pawlowitsch Petruschewski (russisch Илья Павлович Петрушевский; wiss. Transliteration Il'ja Pavlovič Petruševskij; * 10. Junijul. / 22. Juni 1898greg. in Kiew; † 1977 in Leningrad) war ein sowjetischer Historiker und Orientalist.

## Leben und Wirken
Einen Großteil seiner früheren wissenschaftlichen Karriere verbrachte er in der Aserbaidschanischen SSR. Er war für mehr als 20 Jahre Professor für Geschichte des Nahen Ostens an der Universität von Leningrad.
Zu seinen bekanntesten Werken zählt sein Buch Islam im Iran, das von Hubert Evans ins Englische übersetzt wurde.
Petruschewski wurde auf dem Seraphim-Friedhof in St. Petersburg bestattet.

## Werke (Auswahl)
- Islam in Iran (Online-Auszug)